# U-Bahn-Station Zieglergasse
Die Station Zieglergasse ist eine dreigeschoßige unterirdische Station der Linie U3 unter der Mariahilfer Straße an der Grenze zwischen dem 6. und 7. Wiener Gemeindebezirk. Namensgeber ist die Zieglergasse im 7. Bezirk, die nach ehemals hier ansässigen Ziegeleien benannt wurde.
Die Eröffnung der Station erfolgte im Zusammenhang mit der Freigabe des zweiten Teilstücks der Linie U3 zwischen Volkstheater und Westbahnhof am 4. September 1993. Die Bahnsteige sind als Seitenbahnsteige ausgeführt und befinden sich in zwei getrennten, aus Platzgründen untereinander angeordneten Tunnelröhren. Rolltreppen und Aufzüge führen auf die Mariahilfer Straße. Ausgänge führen zur Otto-Bauer-Gasse und in Richtung Webgasse. Die Abstände zwischen der vorhergehenden Station, Neubaugasse, und der nachfolgenden, Westbahnhof, zählen zu den geringsten im gesamten Wiener U-Bahn-Netz. Zudem hat die Station Neubaugasse sehr weit auseinanderliegende Zugänge. Aus diesem Grund liegen die beiden Stationen auf der Mariahilfer Straße nur wenige Gehminuten voneinander entfernt, womit sich eine Fahrt zwischen den beiden Stationen allein von der Zeitersparnis her wenig lohnt.
In der Nähe der Station befindet sich auch das ehemalige kaiserliche Hofmobiliendepot, das heute zur Schloss Schönbrunn Kultur- u. Betriebsges. m. b. H. gehört.

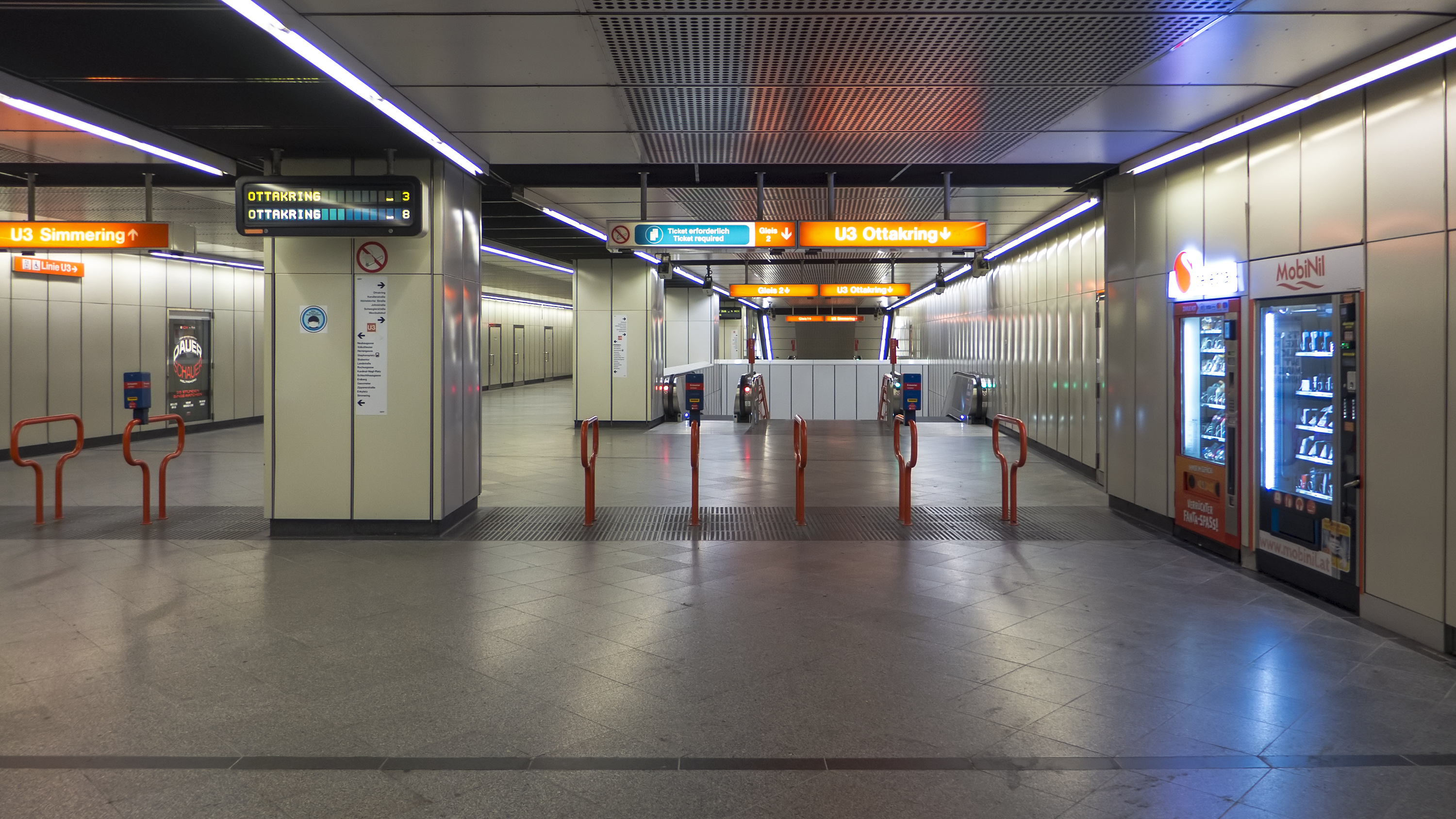
In der Station
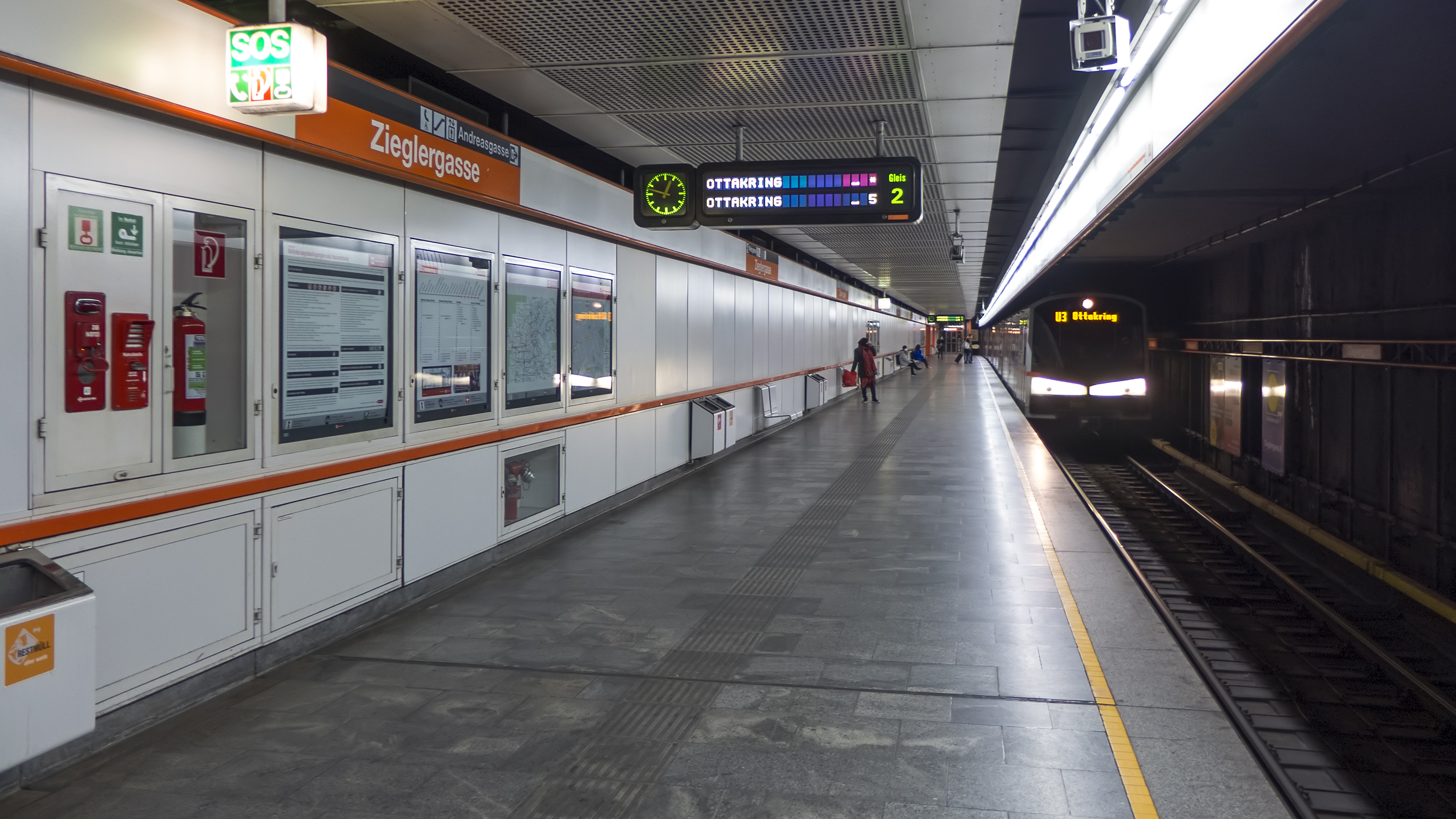
Bahnsteig Richtung Ottakring
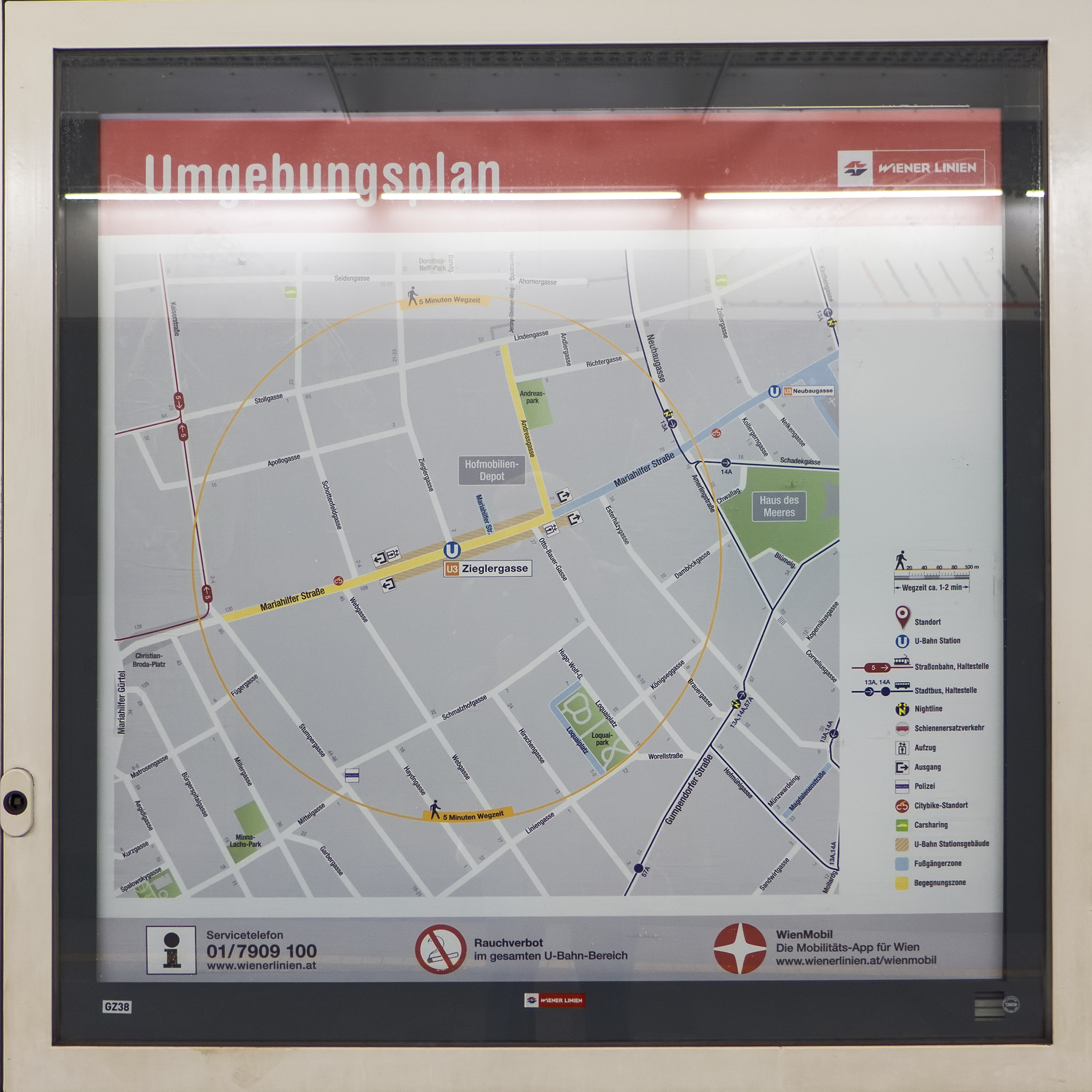
Umgebungsplan